# إستر روز
إستر روز (بالإنجليزية: Esther Rose)‏ هي رسامة أمريكية، ولدت في 1 أبريل 1901 في تو هاربورس في الولايات المتحدة، وتوفيت في 16 يوليو 1990 في لا ميسا في الولايات المتحدة.